# Districtul Ghardaïa
Ghardaïa este un district din provincia Ghardaïa, Algeria.